# Vlag van Cantabrië

Vlag van Cantabrië

Vlag van Cantabrië zonder wapen

De vlag van Cantabrië bestaat uit twee even hoge horizontale banen in de kleuren wit en rood; in het midden staat het Cantabrische schild. Het wapen is op 22 december 1984 vastgelegd, terwijl de kleuren van de vlag al sinds 11 januari 1982 krachtens het Statuut van Autonomie van Cantabrië officieel zijn.

Lábaro

De kleuren van de vlag zijn afgeleid van de vlag van de maritieme provincie van Santander; dit is een wit-rode vlag gelijk aan de vlag van Cantabrië zonder het wapen. Deze maritieme vlag is in gebruik sinds 30 juli 1845. De vlag wordt zelden gezien zonder het wapenschild, zelfs bij niet-officieel gebruik.
Sommige groepen in Cantabrië willen de huidige vlag vervangen door de Lábaro, een militaire standaard die de Keltische Cantabri gebruikten in het pre-Romeinse Spanje. In sommige plaatsen wordt de Lábaro ook uitgehangen in plaats van de Cantabrische vlag, in Comillas is dat zelfs een officieel gebruik.